# Sonic the Hedgehog (manga)
Er zijn twee mangaseries gebaseerd op de Sonic the Hedgehog-franchise.

## Sonic the Hedgehog (1992)
De eerste serie, onder de titel Sonic the Hedgehog, werd voor het eerst gepubliceerd in 1992 in Shogakukan's Shogaku Yonensei. De serie werd geschreven door Kenji Terada en getekend door Sango Norimoto.
In deze manga is Sonic het alter ego van een gewone egel genaamd Nicky Parlouzer. Ook het personage Miles "Tails" Prower komt voor in de serie, evenals Sonics bekende vijand Dr. Eggman. Andere personages in de serie zijn Sonics vriend John, zijn vriendin Amy (die later als basis diende voor het spelpersonage Amy Rose), een reptiel genaamd Anton Beruuka en Charmy (een voorloper van het personage Charmy Bee).

## Dash & Spin; Super Fast Sonic!!
Dash & Spin (subtitel Chousoku Sonikku) is een 2-delige manga getekend door Santa Harukaze. Deze manga verscheen in het Japanse tijdschrift Coro Coro Comics, die erom bekendstond meer manga’s gebaseerd op videospellen te publiceren.
Dash & Spin is nooit buiten Japan uitgebracht. De manga zelf bestaat uit meerdere korte verhalen, waaronder omake (extra) koma-verhalen, gepubliceerd als een bloemlezing. De verhalen waren vaak van het slapstick-genre.
Dash & Spin bevatte veel Sonic-personages zoals Sonic the Hedgehog, Miles "Tails" Prower, Knuckles the Echidna, Amy Rose en Dr. Eggman.
Dash & Spin werd stopgezet na volume 2 in februari 2005.